# Élections municipales maltaises de 2015
Les élections municipales maltaises de 2015 ont lieu le 11 avril 2015 à Malte. À la suite d'une réforme institutionnelle visant à terme au renouvellement simultané des 68 conseils municipaux du pays, la moitié de ceux-ci sont renouvelés, soit 34 conseils. Par ailleurs, l'age d'obtention du droit de vote est pour la première fois abaissé à seize ans pour ces municipales, celui des législatives étant maintenu à dix huit ans.